# Girolamo Archinto
Girolamo Archinto (Milano, 8 giugno 1672 – Varsavia, 1º ottobre 1721) è stato un arcivescovo cattolico e diplomatico italiano, a servizio della Santa Sede.

## Biografia
Figlio del conte Filippo e della nobildonna Camilla Stampa e fratello del famoso mecenate milanese Carlo Archinto, conte di Tainate, dopo aver studiato giurisprudenza presso l'Università degli Studi di Pavia e aver frequentato il collegio dei giureconsulti di Milano, fu nominato nel 1696 abate commendatario di Santa Maria di Vico nella diocesi di Como e fu ordinato sacerdote il 28 settembre 1710. 
Si recò a Roma, dove papa Clemente XI lo nominò prelato domestico e referendario del tribunale della Segnatura. Successivamente ricevette anche l'incarico di abate commendatario di Santa Maria di Brera a Milano.

### Ministero episcopale
Il 1º ottobre 1710 fu nominato arcivescovo titolare di Tarso da papa Clemente XI.  
Il 25 gennaio 1711 ricevette la consacrazione episcopale a Milano dalle mani del cardinale Giuseppe Archinto, nonché suo zio, co-consacranti il vescovo di Crema Faustino Giuseppe Griffoni e il vescovo di Lodi Ortensio Visconti Aicardi.   
Il 1º marzo 1711 partecipò nel ruolo di co-consacrante al rito di consacrazione episcopale del futuro cardinale Giberto Borromeo.  
Il 28 marzo 1711 ricevette l'incarico di nunzio apostolico nel Granducato di Toscana. Tale incarico ebbe breve durata in quanto il 1º dicembre 1712 gli fu affidata la nunziatura in Colonia, dove si occupò in prima persona della condanna dell'ordinazione sacerdotale di preti giansenisti. 
Il 21 novembre 1720 gli fu affidata la nunziatura in Polonia. 
Morì durante il viaggio a Varsavia il 1º ottobre 1721 all'età di 49 anni.

## Genealogia episcopale
La genealogia episcopale è:
- Cardinale Scipione Rebiba
- Cardinale Giulio Antonio Santori
- Cardinale Girolamo Bernerio, O.P.
- Arcivescovo Galeazzo Sanvitale
- Cardinale Ludovico Ludovisi
- Cardinale Luigi Caetani
- Cardinale Ulderico Carpegna
- Cardinale Paluzzo Paluzzi Altieri degli Albertoni
- Cardinale Flavio Chigi
- Cardinale Giuseppe Archinto
- Arcivescovo Girolamo Archinto

## Opere
- Girolamo Archinto, Esposizione del Concilio di Trento.
- Girolamo Archinto, Epistolarum de gravissimis Ecclesiae rebus agentium.

## Ascendenza
|                                                             |                |                          | Genitori                           |  |  | Nonni |  |  | Bisnonni            |  |  | Trisnonni      |  |
|                                                             |                |                          |                                    |  |  |       |  |  | Cristoforo Archinto |  |  | Carlo Archinto |  |
|                                                             |                |                          |                                    |  |  |       |  |  | Cristoforo Archinto |  |  | Carlo Archinto |  |
|                                                             |                | Isabella Carcano         |                                    |  |  |       |  |  | Cristoforo Archinto |  |  |                |  |
| Carlo Archinto, I conte di Tainate                          |                |                          |                                    |  |  |       |  |  | Cristoforo Archinto |  |  |                |  |
|                                                             |                | Anna Panigarola          | Alessandro Panigarola              |  |  |       |  |  |                     |  |  |                |  |
|                                                             |                | Anna Panigarola          | Alessandro Panigarola              |  |  |       |  |  |                     |  |  |                |  |
|                                                             |                | Anna Panigarola          | Anna Visconti Borromeo             |  |  |       |  |  |                     |  |  |                |  |
| Filippo Archinto, I marchese di Parona                      |                | Anna Panigarola          |                                    |  |  |       |  |  |                     |  |  |                |  |
|                                                             |                | Giulio I Arese           | Marco Antonio Arese                |  |  |       |  |  |                     |  |  |                |  |
|                                                             |                | Giulio I Arese           | Marco Antonio Arese                |  |  |       |  |  |                     |  |  |                |  |
|                                                             |                | Giulio I Arese           | Ippolita Clari                     |  |  |       |  |  |                     |  |  |                |  |
| Caterina Arese                                              |                | Giulio I Arese           |                                    |  |  |       |  |  |                     |  |  |                |  |
|                                                             |                | Margherita Legnani       | Ludovico Legnani                   |  |  |       |  |  |                     |  |  |                |  |
|                                                             |                | Margherita Legnani       | Ludovico Legnani                   |  |  |       |  |  |                     |  |  |                |  |
|                                                             |                | Margherita Legnani       | Caterina Scanzi                    |  |  |       |  |  |                     |  |  |                |  |
| Girolamo Archinto, Arcivescovo di Tarso e nunzio apostolico |                | Margherita Legnani       |                                    |  |  |       |  |  |                     |  |  |                |  |
|                                                             | Giacomo Stampa | Ercole Stampa            |                                    |  |  |       |  |  |                     |  |  |                |  |
|                                                             | Giacomo Stampa | Ercole Stampa            |                                    |  |  |       |  |  |                     |  |  |                |  |
|                                                             | Giacomo Stampa | Isabella Tizzoni         |                                    |  |  |       |  |  |                     |  |  |                |  |
| Girolamo Stampa, marchese di Parona                         | Giacomo Stampa |                          |                                    |  |  |       |  |  |                     |  |  |                |  |
|                                                             |                | Flaminia Cusani          | Gerolamo Cusani                    |  |  |       |  |  |                     |  |  |                |  |
|                                                             |                | Flaminia Cusani          | Gerolamo Cusani                    |  |  |       |  |  |                     |  |  |                |  |
|                                                             |                | Flaminia Cusani          | Isabel Vélez de Guevara            |  |  |       |  |  |                     |  |  |                |  |
| Camilla Stampa, marchesa di Parona                          |                | Flaminia Cusani          |                                    |  |  |       |  |  |                     |  |  |                |  |
|                                                             |                | Cesare Visconti Borromeo | Carlo Visconti Borromeo            |  |  |       |  |  |                     |  |  |                |  |
|                                                             |                | Cesare Visconti Borromeo | Carlo Visconti Borromeo            |  |  |       |  |  |                     |  |  |                |  |
|                                                             |                | Cesare Visconti Borromeo | Maria Camilla Rossi di San Secondo |  |  |       |  |  |                     |  |  |                |  |
| Anna Visconti Borromeo                                      |                | Cesare Visconti Borromeo |                                    |  |  |       |  |  |                     |  |  |                |  |
|                                                             |                | Lucrezia Omodei          | Carlo Omodei                       |  |  |       |  |  |                     |  |  |                |  |
|                                                             |                | Lucrezia Omodei          | Carlo Omodei                       |  |  |       |  |  |                     |  |  |                |  |
|                                                             |                | Lucrezia Omodei          | Beatrice Lurani                    |  |  |       |  |  |                     |  |  |                |  |
|                                                             |                | Lucrezia Omodei          |                                    |  |  |       |  |  |                     |  |  |                |  |